# Братија дин Деал (Валча)
Братија дин Деал (рум. Bratia din Deal) насеље је у Румунији у округу Валча у општини Галича. Oпштина се налази на надморској висини од 279 m.

## Становништво
Према подацима из 2002. године у насељу је живело 404 становника, од којих су сви румунске националности.